# Provincia de Vest, Rwanda
Provincia de Vest este o unitate administrativă de gradul I  în Rwanda. Resedința sa este orașul Kibuye.